# 500 Milhas de Indianápolis de 1979
Resultados das 500 Milhas de Indianápolis de 1979, no circuito de Indianapolis no domingo, 27 de Maio de 1979.
| Pos final | Pos inicial | N.º | Nome                  | Qual    | Rank | Voltas | Led | Posição               |
| --------- | ----------- | --- | --------------------- | ------- | ---- | ------ | --- | --------------------- |
| 1         | 1           | 9   | Rick Mears            | 193.736 | 1    | 200    | 25  | Corrida               |
| 2         | 6           | 14  | A.J. Foyt             | 189.613 | 6    | 200    | 1   | Corrida               |
| 3         | 12          | 36  | Mike Mosley           | 186.278 | 16   | 200    | 0   | Corrida               |
| 4         | 27          | 25  | Danny Ongais          | 188.009 | 10   | 199    | 0   |                       |
| 5         | 4           | 12  | Bobby Unser           | 189.913 | 4    | 199    | 89  |                       |
| 6         | 5           | 3   | Gordon Johncock       | 189.753 | 5    | 197    | 0   |                       |
| 7         | 13          | 46  | Howdy Holmes          | 185.864 | 19   | 195    | 0   |                       |
| 8         | 34          | 22  | Bill Vukovich II      | 187.042 | 12   | 194    | 0   |                       |
| 9         | 15          | 11  | Tom Bagley            | 185.414 | 23   | 193    | 0   |                       |
| 10        | 31          | 19  | Spike Gehlhausen      | 185.061 | 27   | 192    | 0   |                       |
| 11        | 28          | 7   | Steve Krisiloff       | 186.287 | 15   | 192    | 0   |                       |
| 12        | 16          | 77  | Salt Walther          | 184.162 | 33   | 191    | 0   |                       |
| 13        | 25          | 72  | Roger McCluskey       | 183.908 | 35   | 191    | 0   |                       |
| 14        | 30          | 44  | Tom Bigelow           | 185.147 | 25   | 190    | 0   |                       |
| 15        | 2           | 1   | Tom Sneva             | 192.999 | 2    | 188    | 0   | Choque T4             |
| 16        | 26          | 69  | Joe Saldana           | 188.778 | 7    | 186    | 0   |                       |
| 17        | 29          | 97  | Phil Threshie         | 185.855 | 20   | 172    | 0   |                       |
| 18        | 8           | 4   | Johnny Rutherford     | 188.137 | 9    | 168    | 0   |                       |
| 19        | 23          | 31  | Larry Rice            | 184.218 | 31   | 142    | 0   | Choque T2             |
| 20        | 17          | 10  | Pancho Carter         | 185.806 | 21   | 129    | 0   | Rolamento             |
| 21        | 22          | 34  | Vern Schuppan         | 184.341 | 29   | 111    | 0   | Transmissão           |
| 22        | 3           | 2   | Al Unser              | 192.503 | 3    | 104    | 85  | Transmissão           |
| 23        | 33          | 50  | Eldon Rasmussen       | 183.927 | 34   | 89     | 0   | Pipe                  |
| 24        | 24          | 80  | Larry Dickson         | 184.181 | 32   | 86     | 0   | Tanque de combustível |
| 25        | 32          | 92  | John Mahler           | 184.322 | 30   | 66     | 0   | Tanque de combustível |
| 26        | 20          | 17  | Dick Simon            | 185.071 | 26   | 57     | 0   | Embreagem             |
| 27        | 7           | 6   | Wally Dallenbach, Sr. | 188.285 | 8    | 43     | 0   | Roda partida          |
| 28        | 10          | 24  | Sheldon Kinser        | 186.674 | 13   | 40     | 0   | Pistão                |
| 29        | 18          | 29  | Cliff Hucul           | 186.200 | 17   | 22     | 0   | Vara                  |
| 30        | 11          | 89  | Lee Kunzman           | 186.403 | 14   | 18     | 0   | Bomba de limpeza      |
| 31        | 21          | 73  | Jerry Sneva           | 184.379 | 28   | 16     | 0   | Pistão                |
| 32        | 9           | 15  | Johnny Parsons        | 187.813 | 11   | 16     | 0   | Pistão                |
| 33        | 35          | 59  | George Snider         | 185.319 | 24   | 7      | 0   | Tanque de combustível |
| 34        | 14          | 45  | Janet Guthrie         | 185.720 | 22   | 3      | 0   | Pistão                |
| 35        | 19          | 23  | Jim McElreath         | 185.880 | 18   | 0      | 0   | Válvulas              |